# ریورساید (شهرستان هارفورد، مریلند)
ریورساید (به انگلیسی: Riverside) یک منطقهٔ مسکونی در ایالات متحده آمریکا است که در شهرستان هارفورد، مریلند واقع شده‌است. ریورساید ۶٫۰۷ کیلومتر مربع مساحت و ۶٬۴۲۵ نفر جمعیت دارد و ۲۴ متر بالاتر از سطح دریا واقع شده‌است.